# Gardenia vogelii
Gardenia vogelii är en måreväxtart som beskrevs av Joseph Dalton Hooker. Gardenia vogelii ingår i släktet Gardenia och familjen måreväxter. Inga underarter finns listade i Catalogue of Life.